# Aristonic d'Alexandria
Aristonic d'Alexandria (en grec antic: Ἀριστόνικος; en llatí: Aristonicus) va ser un escriptor grec contemporani d'Estrabó molt reconegut com a gramàtic.
Va escriure diverses obres, la major part relacionades amb els poemes d'Homer.
- περὶ τῆς Μενελυου πλάνης, sobre Menelau errant.
- περὶ τῶν σημείων τῆς Ἰλιάδος καὶ Ὀδυσσείας, sobre els signes amb què els crítics alexandrins marcaven els versos sospitosos d'interpolació en la Ilíada i l'Odissea i la Teogonia d'Hesíode.
- ἀσυντάκτων ὀνομάτων βιβλία, sobre les construccions sintàctiques irregulars en Homer, en sis llibres.

Totes aquestes obres s'han perdut, excepte alguns fragments conservats per la Suda i altres escriptors.